# 天然戦士G
『天然戦士G』（てんねんせんしジー）は松森ナヲヤの漫画作品。副題として「NATURAL SOLDIER OF COCKROACH 」（ナチュラル・ソルジャー・オブ・コックローチ）の英字題が付されている。

## 作品概要
小学館が発行する『週刊少年サンデー』の月刊増刊号である『週刊少年サンデー超』（現在の『週刊少年サンデーS』）に、1996年7月号から1998年9月号まで連載された作品。単行本は少年サンデーコミックスより全3巻で刊行された。
作品題の『G』および副題の通り、ゴキブリの意匠と能力を持つヒーローであるゴキヴリマンを主役とした、パロディを主軸に持つヒーローギャグコメディとしてスタートした。主人公であるゴキヴリマンは人々を守るヒーローでありながら、その姿と能力ゆえに本来守るべき人々に実績を認められず冤罪をかぶせられて迫害されるという皮肉を交えた特徴を持っている。また、主人公の名称や技の名前などの一部に旧かなを交えている事や随所に細かくコサキンネタが描かれているのが特徴。
初めは異次元よりやって来た不可思議な侵略集団である「ビローン軍団」を相手としたコメディ作品であったが、途中から外宇宙からやって来た武闘派侵略集団である「シグマード軍」を相手にするようになりコメディからシリアスへと徐々に方針がシフト。最終章である「H-1グランプリ編」においてバトルトーナメント展開が導入され、ここからほぼシリアスヒーローものとして物語が展開し、同編の終了とともに最終回を迎えた。
現在ではマンガ図書館Zにて単行本単位で無料配信されている。

## あらすじ
時は世紀末。巷には不安定な世情が蔓延し、それを後押しするかのように世間には「怪人」と呼ばれる存在が跋扈するようになった。一方で、その「怪人」に対して敢然と立ち向かう者がいた。それがゴキブリの力をもって正義のために戦う「ゴキヴリマン」である。だが、ゴキブリの力と姿を持つゴキヴリマンは、怪人たちへの抑止力として人々を守っているにも関わらず、その守っている一般市民から「怪人」のひとりと見なされて、人々から理不尽な迫害を受ける日々を送っていた。
ゴキヴリマンに変身する坂上ケンジは、そんな事情から自らの正体を明かすことが出来ずに、いつその秘密がバレるかと戦々恐々とした日々を送っていた。憧れのクラスメートである西崎真奈美にすら嫌われるゴキヴリマンにケンジは気を落とす。彼は以前にふとした気まぐれから「黄金のゴキブリ」こと「ゴキヴリ・オブ・ゴールド」（以下、GOG）を助け、その優しさを彼に見出されて人々を守るためにゴキヴリマンとなった。それはGOGいわく「いずれ来るべき地球の危機」に対しての備えであった。そしてGOGは、その「危機」に対して「怪人」たちは危険なファクターになると本能で感じ、その討伐をケンジに勧めていたのである。
人々を脅かす「怪人」は、異次元のユーモラスな侵略組織である「ビローン軍団」から送られてきた者たちだった。地球を狙うビローン軍団はことごとく怪人を退けるゴキヴリマンに徐々に脅威を抱き、その排除を狙い出す。怪人たちとの戦いが慣れた日常となった頃、ケンジはついに同じ高校に通う佐々木恭子に正体を知られてしまう。だが怪人に襲われた恭子をゴキヴリマンは助け、その様に恭子は自分の認識が間違っていたことを知り、ケンジの一応の協力者となった。それを皮切りに「バルゼリオン」広岡タツローや「魔法少女」ララミーといった仲間たちにも出会い、ケンジの心理的負担は軽くなっていく。だが、別の侵略軍団である宇宙の武闘派「シグマード軍」が地球に介入してきた。しかし「ビローン軍団」は最後の最後でゴキヴリマンの正体にたどり着き、ケンジを急襲する。仲間を得た事で気を大きくしていたケンジは西崎の前でゴキヴリマンへと変身。軍団の怪人を倒すものの、西崎は助けられた事実を認められずに悲鳴を上げてゴキヴリマンから逃げ出す。そしてその正体を同級生たちをはじめとする世間に吹聴。ケンジは本来なら自分が守ると少しならず誇りにしていた人間社会から迫害・排除されるに至る。
それから、いくばくかの時が過ぎ、ケンジの姿は佐々木が立ち上げたヒーロー派遣会社「超ヒーロー企画」にあった。世間から迫害されるケンジを助けるため、そして怪人騒動に惑う人々をもっと大きな視野で守るため、佐々木・広岡・ララミーは「超ヒーロー企画」を立ち上げる。だが、迫害は収まったとはいえ世間から冷遇されるゴキヴリマンは会社においても収入面においてはお荷物で、それゆえに社長となった佐々木は稼ぎを守る責任からもケンジには冷たかった。やがて超ヒーロー企画をはじめとする「ヒーロー派遣会社」が世の中に認知されるようになると、同業他社が乱立。世間に対するヒーローの供給過多状態が問題となってしまう。
そこで佐々木は「自分たちこそが本物」であることを証明するために、ヒーローバトルトーナメント「H-1グランプリ」を開催することを提案する。グランプリ開催当日、そこにはバヌエルを初めとするシグマード軍の面々が紛れ込んでいた。バヌエルの狙いはゴキヴリマンとの戦い。他の人たちを巻き込むなと叫ぶケンジに対して、バヌエルは強引な論法で「ルールに則った戦いによって地球の運命を決める」事を宣言。そして会場にいる人々の命を人質にケンジに対して、このルールに乗るように脅迫する。拒否すれば大量殺戮が起きかねないこの事態に、ケンジは首を縦に振るしかなかった。こうして「H-1グランプリ」は「地球の存亡を賭けた戦い」にすり替わってしまったのである。
バヌエルの初戦でバルゼリオンは病院へと担ぎ込まれる。ケンジは自分の認識の甘さを悔い、そして広岡のカタキを討つためにもトーナメントを勝ち上がろうとする。だがトーナメントでも世間はゴキヴリマンに冷たかった。人々は対戦相手を応援し、ケンジが有利となればブーイング。ゴキヴリマンは暴言の嵐まみれる完全なアウェーゲームを強いられる中、勝ち上がっていく。その中でもトーナメントは進み、今度はララミーがバヌエルと当たる。決勝でバヌエルと戦うケンジのために、少しでもその手の内を暴いて後に希望を残すため、バヌエルに挑むララミーだったが「地球みやげ」として封印されてしまう。その横暴にケンジは激怒。H-1グランプリの決勝戦がゴングを待つことなくスタートしてしまう。
ゴキヴリマンとバヌエルの戦い。伯仲する競り合いの中、ついにゴキヴリマンはバヌエルに会心の一撃を入れる。しかし、その一撃はバヌエルの封印を解き、真の力と姿を露呈させてしまった。封印が解かれて獣性を剥き出しにしたバヌエルはゴキヴリマンを蹂躙する。だが、ケンジは意識の底でGOGよりゴキヴリマンのシステムを知らされる。それは数億年を超えた無限の命によって連綿と支えられたゴキブリたちの自己犠牲のシステムだった。自らの命を盾に、遺された命たちに希望をつなげるための願いに彩られた過酷な仕組み。ゴキブリたちはケンジが地球を守ってくれることを信じていた。そしてケンジは絶望の中、文字通りゴキブリたちに支えられて立ち上がる。
そして、ゴキヴリマンの不屈を目の当たりにした人々は、ついに理解できないまでも何度倒されても諦めることなく立ち上がるゴキヴリマンに声援を飛ばしはじめた。その声援を聞き、ケンジは信じられず、しかしてその事実に「オレを応援してくれるのか」と涙する。その涙が会場に落ちたとき、周囲からゴキブリの大群が会場に押し寄せてケンジを包み込み、ゴキヴリマンは真のゴキヴリマンであるオオゴキヴリマンへと進化する。人間たちとゴキブリたちの心を重ねて生まれた真の「地球の守護者・ゴキヴリマン」はバヌエルの技も力もすべてを無効化してバヌエルは地に沈んだ。バヌエルが敗れたことで、シグマード軍は地球からの撤退し地球は危機から脱した。

## 登場人物

### 主要人物
坂上ケンジ（さかがみ けんじ） / ゴキヴリマン
本作の主人公。本来はどこにでもいる、お人好しな高校生であったが、ゴキブリ捕獲器にかかったゴキヴリ・オブ・ゴールド（以下、GOG）を助けたことがきっかけで彼に見初められ、ゴキヴリマンに「念着」する能力を得る。力を借りる相手およびモチーフがゴキブリであるがゆえに個人的にはゴキヴリマンとしての活動には乗り気ではないが、生来のお人好しとGOGの説得から怪人の騒動を見過ごせずに渋々闘う事になるが、人前に出ては見た目からか謂れのない迫害に苛まれる。
物語が進むにつれて、精神的負担が伴っていた念着にも慣れ、ゴキブリと疎通を図れるようになり、新たな戦い方を学んでいくなどヒーローとしての自覚も育っていく。
ゴキヴリ・オブ・ゴールド (GOG)
地球が危機に陥った時に現れるという伝説の黄金のゴキヴリ。作中ではGOGと略表記される事が多い。人語を解して人と会話することができる程の知性を持つが、捕獲器に引っ掛かってしまうなどのずれたところがある。ケンジにゴキヴリマンとしての心得や戦い方を伝授する他、変身するための生体ユニットとしての役目を持っている。
西崎真奈美（にしざき まなみ）
ケンジの同級生であり片思いの相手。見た目とマスコミの無責任な情報によって、ゴキヴリマンを嫌っている。ゴキヴリマンに何度も助けられているのだが、姿を見ただけで逃げており、助けられている自覚は欠片も無い。
佐々木恭子（ささき きょうこ）
ケンジと同じ高校に通うコギャル。援助交際すらも辞さない守銭奴。偶然ケンジの念着現場を目撃した事でゴキヴリマンの正体を知り、ケンジに恐喝を仕掛けるが、後にケンジに怪人から助けられゴキヴリマンが正義の戦士であることを知り、彼の数少ない理解者となる。
のちにケンジおよびバルゼリオンとララミーを引き連れてヒーロー派遣会社「超ヒーロー企画」を立ち上げ社長として辣腕を振るう。
広岡タツロー（ひろおか たつろう） / バルゼリオン
ケンジの同級生。子どもの頃からヒーローが大好きで、怪人騒動を放っておけず自らヒーローとなるために自作の着ぐるみを着て怪人に対する自警のボランティア活動を行うようになった。しかし怪人を相手にするには実力が無く（とはいえ普段から鍛えているため一般人よりは体力はある）、一撃であしらわれることが多い。
当初は市民のウワサ話やマスコミの無責任な情報からゴキヴリマンを怪人と認識して目の敵にしていたが、ケンジの説得により認識を改めて仲間となる（ただし実力が伴わないためにケンジにとっては足手まといに等しい）。
強力な光線銃「バルバスター」が武器だが、ほとんど使いこなせておらず、周りに危険をもたらすことがほとんど。どのようにバルバスターを入手したかは不明。
ケンジよりも「ヒーローらしい」性格の熱血少年だが、その一方で思い込みが激しくオーバーな挙動が目立つ上、「ヒーローは絶対勝つ」と人の話を聞かずに暴走することもある。しかし、ケンジにとっては数少ない理解者にして初めてできたヒーロー仲間のため大切に思われている。
超ヒーロー企画に所属してからは、特撮番組やヒーローショーなどの展開により大衆的な人気を得る。
ララミー
世界の某所にある「魔法の国」からやって来た魔法少女。来日して即日に行き倒れとなりケンジに助けられる。そして怪人騒動に巻き込まれ、ケンジの念着現場を目撃する。だが、日本に来て間も無かったためゴキヴリマンに対して偏見を持たず、そのまま共に戦う仲間となった。不運な事に、事あるごとにヌードを披露してしまう。
魔法使いではあるが、攻撃魔法以外、使うことが出来ない。また家事や仕事に役立てる事が出来る魔法に関しては能力の調節が出来なかったり、効果が変質して攻撃魔法と化し、周囲に対して甚大なる被害をもたらす。そのため故郷では「皆殺しのララミー」と呼ばれ、落ちこぼれ扱いであった。自分を評価し認めてくれるケンジに対しては恩人とすら考えている。
超ヒーロー企画に所属してからは、歌手や少年漫画雑誌の巻頭グラビアを飾るなどアイドルとしても人気を博す。

### ビローン軍団
ビローン
ビローン軍団の首領。毛むくじゃらの真ん丸とした体躯に黒マントを羽織り身長ほどもあるスプーンをステッキとする獣状の異次元人。一つの軍団の長だけはあり、見た目に反して知性的であり軍団でも人望がある描写が目立つ。不可思議ではあるもののアットホームな軍団を形成している。
樹帝夢（ジュテーム）
ビローン軍団幹部。幹部とあるだけで役職は不明。星条旗柄のスーツおよび同柄のシルクハット姿。シルクハットは早押しクイズ番組によく見られるピンポンハットであり、ビローンの発した提案や疑問に対して、ハットの早押し機能を起動させピンポンブザー音が鳴った後にリアクションを取る。いわば軍団のボケ役で、いつもリアクション後はビローンからツッコミを喰らわされている。時に火星と共に怪人のプロデュースを行う事もある。
火星（かせい）
ビローン軍団作戦参謀。名前の通りクラゲ型火星人の容姿をしている。ゴキヴリマンの存在を察知しビローンに上申した人物。作戦参謀だけあって地球の文化を学び、それを披露してはビローンに評価されている（ただし、どこか間違っていたり、一部のサブカルチャーだったりと、その「地球知識」に対しては偏りがある）。
アキヲ
ビローン軍団科学技術庁長官。怪人の製造者。手術着のような白衣を着た二頭身の人物。マスクと帽子の隙間から覗くはずの顔は見えず闇だけがあり、そこに双眸の光のみが浮かんでいる。

### シグマード軍
バヌエル
「鋼鉄の稲妻」の異名をとるシグマード軍の親衛隊長 。戦闘狂で強敵と戦うことを喜びとする残忍な性格。一騎当千の実力を誇り、星をも断つ剣「斬星剣」を使う。地球に降り立つ以前の戦いでは超高次文明の超科学を持つ一個師団をたった一人で瞬滅させた。地球に降り立った折に、ゴキヴリマンと戦って僅かながら傷をつけられたことで、ゴキヴリマンを自らのライバルと認めるようになる。
地球に高度な情報技術が発達しているという事を知っていて、地球征服の手段として、大量虐殺をするよりもテレビを通じて目の前で殺害させる事により恐怖心を植え付ける方がより効果的であるという発想によりH-1グランプリに参戦する。
ゾエル
シグマード軍の参謀。宇宙獣を創り出す。バヌエルの戦闘狂気質を知りながらも、あえてそれに乗って策略を進めていく、したたかな頭脳派。H-1グランプリにおいてはバヌエルのセコンドにつく。
シグマード
シグマード軍の支配者。ただ本能で暴れるだけの怪物であったバヌエルを抑え、理性と忠誠心を与えた宇宙大帝。大帝を名乗るだけはありビローン軍団を共闘という名で利用する戦略眼を持ち、自らの利になるならば相手の無礼もそれなりに許せる器の広い人物。ただし、そうではなくただ害になるであろう者には容赦はない。

## 書誌情報
松森ナヲヤ『天然戦士G』少年サンデーコミックス（小学館）刊
- 『天然戦士G 1』1997年7月初版発行 ISBN 4-09-125251-6
- 『天然戦士G 2』1997年12月初版発行 ISBN 4-09-125252-4
- 『天然戦士G 3』1998年11月初版発行 ISBN 4-09-125253-2